# Balduin V av Jerusalem
Balduin V av Jerusalem, född 1177, död 1186, var kung av Jerusalem 1185-1186, systerson till sin medregent Balduin IV.